# American Football League of Europe
La American Football League of Europe è stata una competizione europea di football americano per squadre di club giocata nel 1994 e nel 1995, istituita dalla FLE in concorrenza con la European Football League.

## Team partecipanti
In grassetto i team che partecipano alla stagione in corso (o all'ultima stagione).
| Team                     | Numero Partecipazioni | Miglior piazzamento Stagione regolare | Titoli vinti |
| ------------------------ | --------------------- | ------------------------------------- | ------------ |
| Amsterdam Crusaders      | 2                     | 2° (Central Conference) 1994          | 0            |
| Bayern Blue Falcons      | 1                     | 6° 1995                               | 0            |
| Berlin Bears             | 1                     | 3° (North Conference) 1994            | 0            |
| Frankfurt Gamblers       | 1                     | 4° (Central Conference) 1994          | 0            |
| Frankfurt Knights        | 1                     | 4° 1995                               | 0            |
| Great Britain Spartans   | 2                     | 3° (Central Conference) 1994          | 0            |
| Hamburg Blue Devils      | 1                     | 2° (North Conference) 1994            | 0            |
| Helsinki Roosters        | 1                     | 4° (North Conference) 1994            | 0            |
| Lions Bergamo            | 1                     | 1° 1995                               | 0            |
| Munich Thunder           | 1                     | 1° (Central Conference) 1994          | 0            |
| Stockholm Nordic Vikings | 2                     | 1° (North Conference) 1994            | 2            |

## Finali disputate
| Anno | Squadra Vincitrice       | Squadra perdente    | Punteggio |
| ---- | ------------------------ | ------------------- | --------- |
| 1994 | Stockholm Nordic Vikings | Hamburg Blue Devils | 43-35     |
| 1995 | Stockholm Nordic Vikings | Lions Bergamo       | 14-0      |